# Palazzo Farnese (Caprarola)

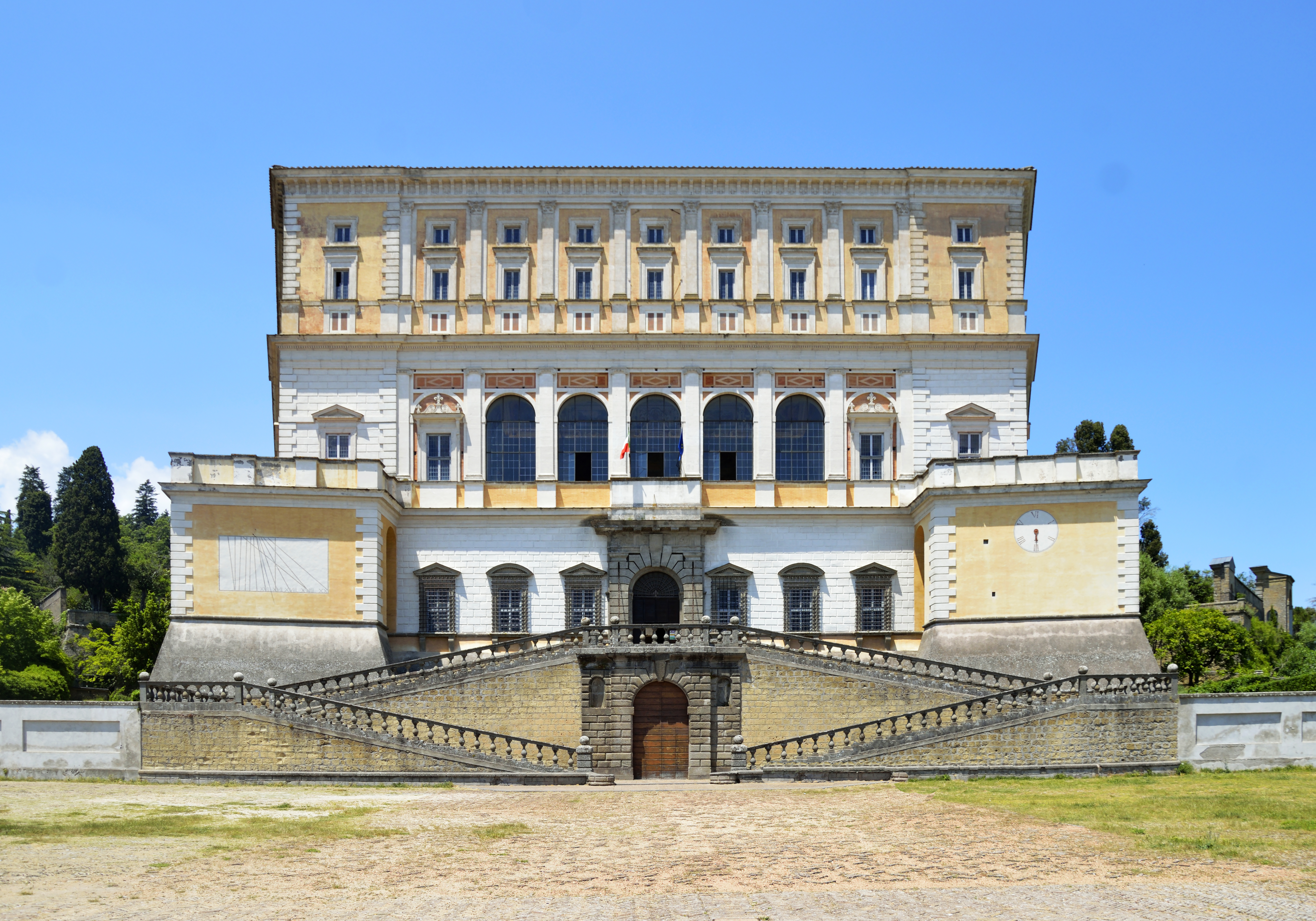
Die Eingangsfassade des Palazzo Farnese in Caprarola

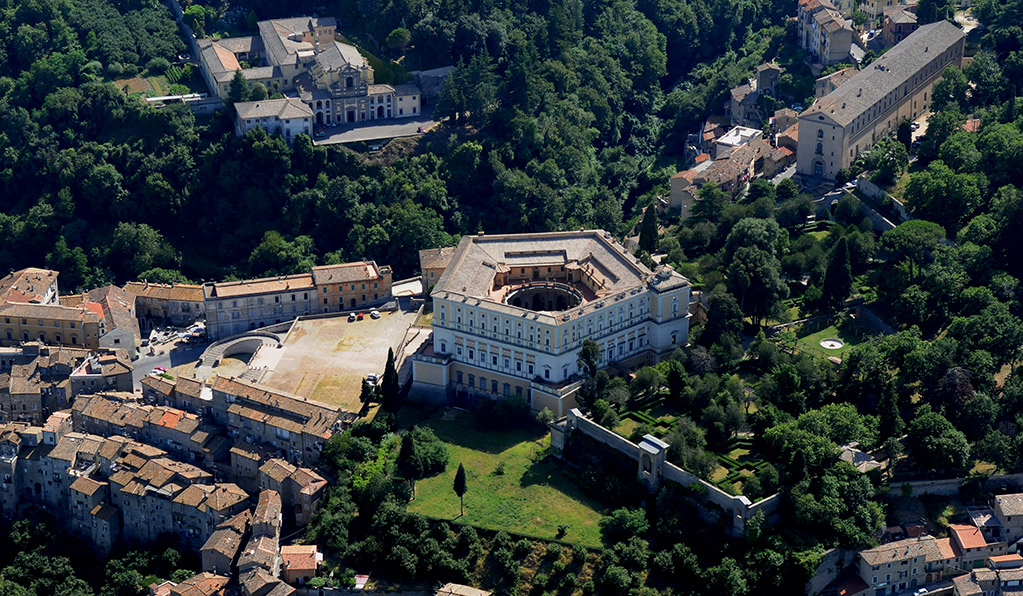
Luftaufnahme des Palazzo Farnese, links der Ort Caprarola, rechts die Gärten

Der Palazzo Farnese, auch Villa Farnese oder Villa Caprarola in Caprarola ist einer der bedeutendsten Paläste der Renaissance und des Manierismus in Italien. Er ist berühmt für die zahlreichen manieristischen Fresken, mit denen die Wände und Decken im Inneren dekoriert sind.
Das Gebäude sollte nicht mit dem Palazzo Farnese in Rom oder der Villa Farnesina, ebenfalls in Rom, verwechselt werden.

## Ursprung

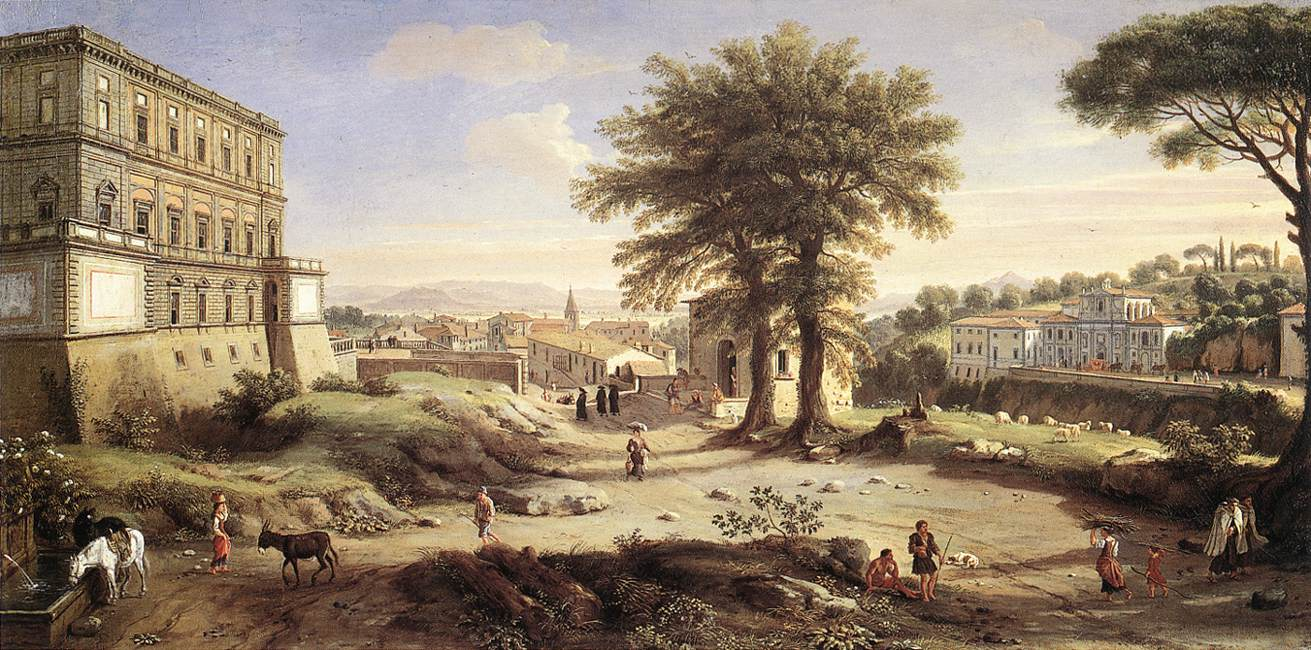
Gaspar van Wittel: Blick vom Palazzo Farnese in Richtung Caprarola, 1720–1725

Der Palazzo Farnese befindet sich am Südostabhang der Monti Cimini,  einem dicht bewaldeten, vulkanischen Hügel etwa 60 Kilometer nordwestlich von Rom. Ursprünglich ließ der mächtige Kardinal Alessandro Farnese, der spätere Papst Paul III., ab 1520 von Antonio da Sangallo dem Jüngeren hier eine Festung über einem fünfseitigen Fundament errichten. Der Ort war auch geeignet, um als Sommerfrische zu dienen. Die Bauarbeiten wurden gestoppt, als Alessandro 1534 zum Papst gewählt wurde.
Erst zehn Jahre nach dem Tode Pauls III. wurden die Bauarbeiten 1559 wieder aufgenommen. Auftraggeber und Bauherr war nun ein Enkel dieses Papstes, der gleichnamige Kardinal Alessandro Farnese, genannt „il Gran Cardinale“ (der Große Kardinal). Er entschied sich, die Festung von Caprarola zu einem Residenzpalast umzubauen, und wählte diesen Ort auch deshalb, weil ihm von seinen Ärzten zu erholsamen Aufenthalten in gesunder Luft geraten wurde, und auch wegen der günstigen Lage bei seinen häufigen Reisen von Rom in Richtung Norden.

## Architektur

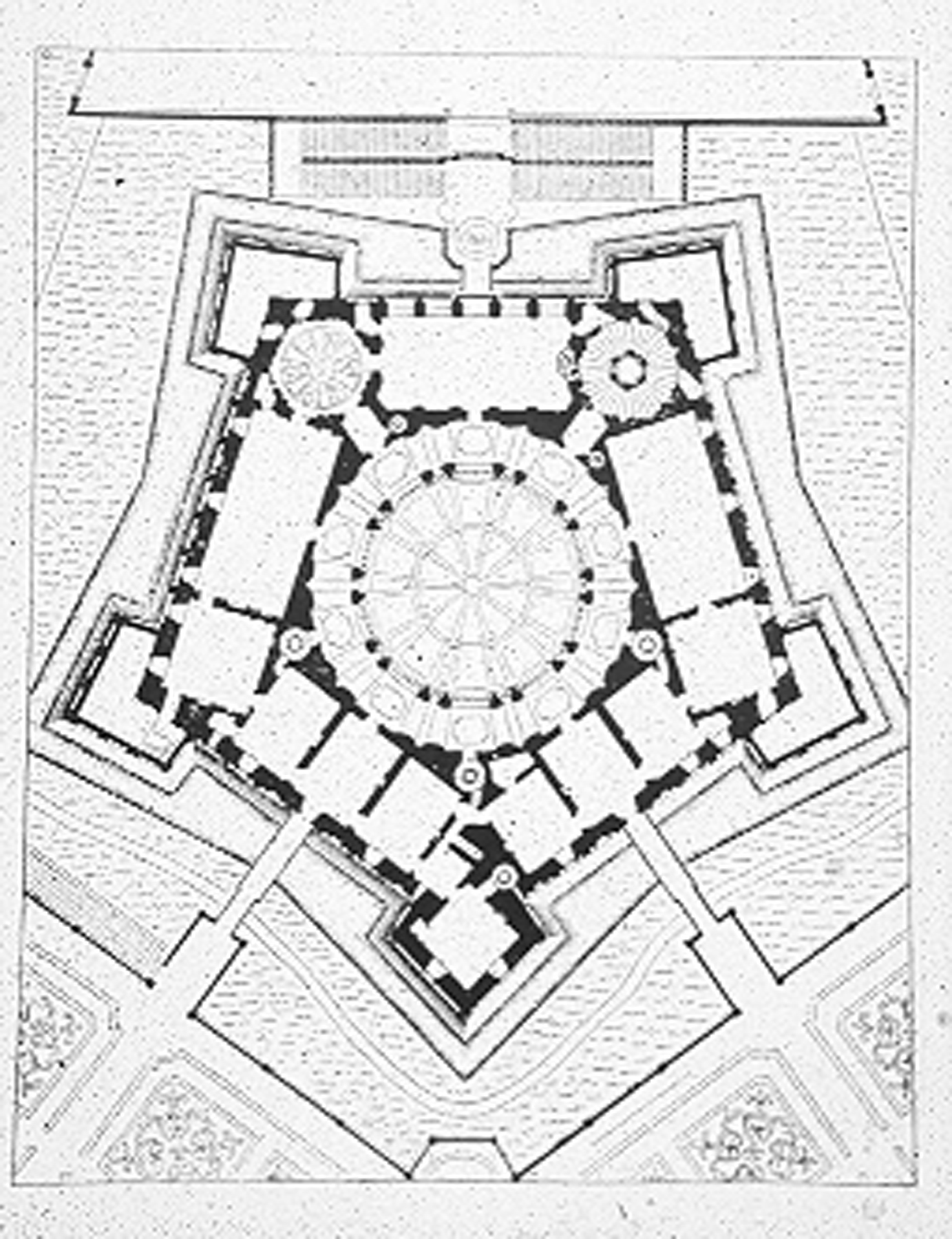
Grundriss

Der Architekt, den Alessandro für diesen schwierigen und unwirtlichen Bauplatz aussuchte, war der Bologneser Giacomo Barozzi da Vignola, der in seiner Jugend stark von Michelangelo beeinflusst worden war. Erste Pläne datieren auf 1555, der eigentliche Baubeginn war 1559. Der Palast ist ein bedeutendes und außergewöhnliches Beispiel der Architektur des Manierismus im Stile eines Palazzo in fortezza. Sparsam eingesetzte Ornamentik unterstützt die Proportionen und die Harmonie der Fassaden.
Vignolas Pläne sahen ein Pentagon vor, das um einen kreisrunden, mit Kolonnaden eingefassten Hof gebaut wurde – ein einzigartiger Plan. In dem Hof flankieren paarweise ionische Säulen Nischen mit Büsten römischer Kaiser. Die Galerie und die oberen Stockwerke werden durch fünf spiralförmige Treppenhäuser erreicht, darunter das wichtigste, die Scala Regia, die zu den Haupträumen führt.
Von außen nähert man sich dem Palazzo Farnese durch Stufen, die an der Piazza des Ortes beginnen. Die Reihe von Terrassen beginnt mit dem Untergeschoss (Sotteranei), das in den Tuffstein gegraben wurde, umgeben von steilen gewundenen Treppen, die zur nächsthöheren Terrasse führen. Dieses Untergeschoss erscheint als Reihe von Stützpfeilern und -mauern, große, schwere und vergitterte Türen in den Mauern scheinen ins Innere des Hauses zu führen, während über ihnen eine gebogene, mit einer Brüstung versehene doppelte Außentreppe zur Terrasse darüber führt, die wiederum die doppelte Treppe zum Haupteingang auf der Piano dei Prelati-Etage aufweist. Diese einer Bastion ähnliche Etage (die wie ein zweites Erdgeschoss aussieht) ist zurückgesetzt, der Hauptzugang ein strenger Bogen, von drei Fenstern zu jeder Seite flankiert.
Das doppelstöckige Piano nobile darüber wird an der Eingangsfassade von einer mittleren Loggia mit fünf enormen Bogenfenstern dominiert, darüber weitere zwei Etagen; die zahlreichen Fenster sind durch zurückgesetzte Pfeiler unterteilt.

## Innenräume

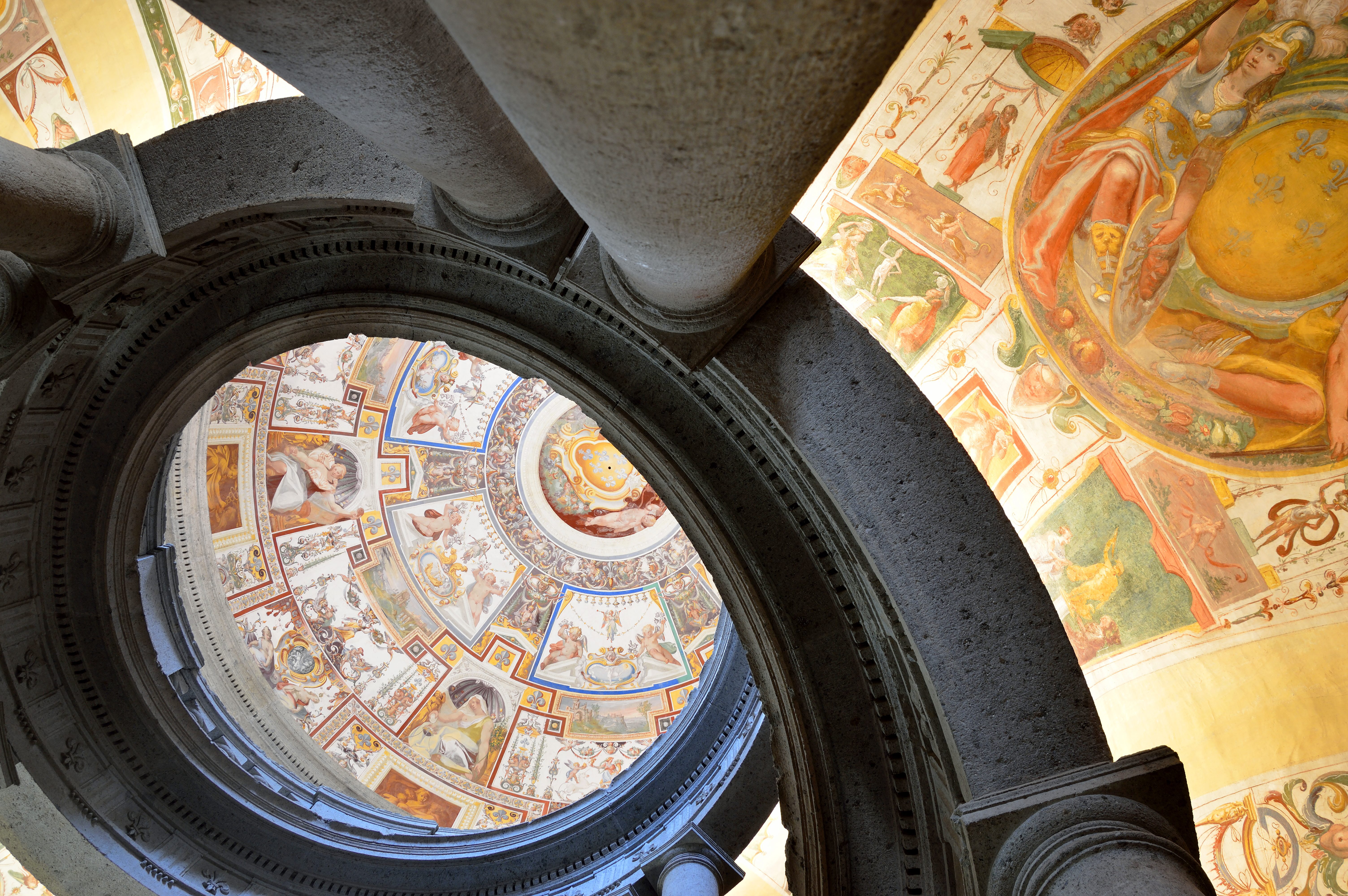
Blick von unten in die Kuppel der Scala Regia

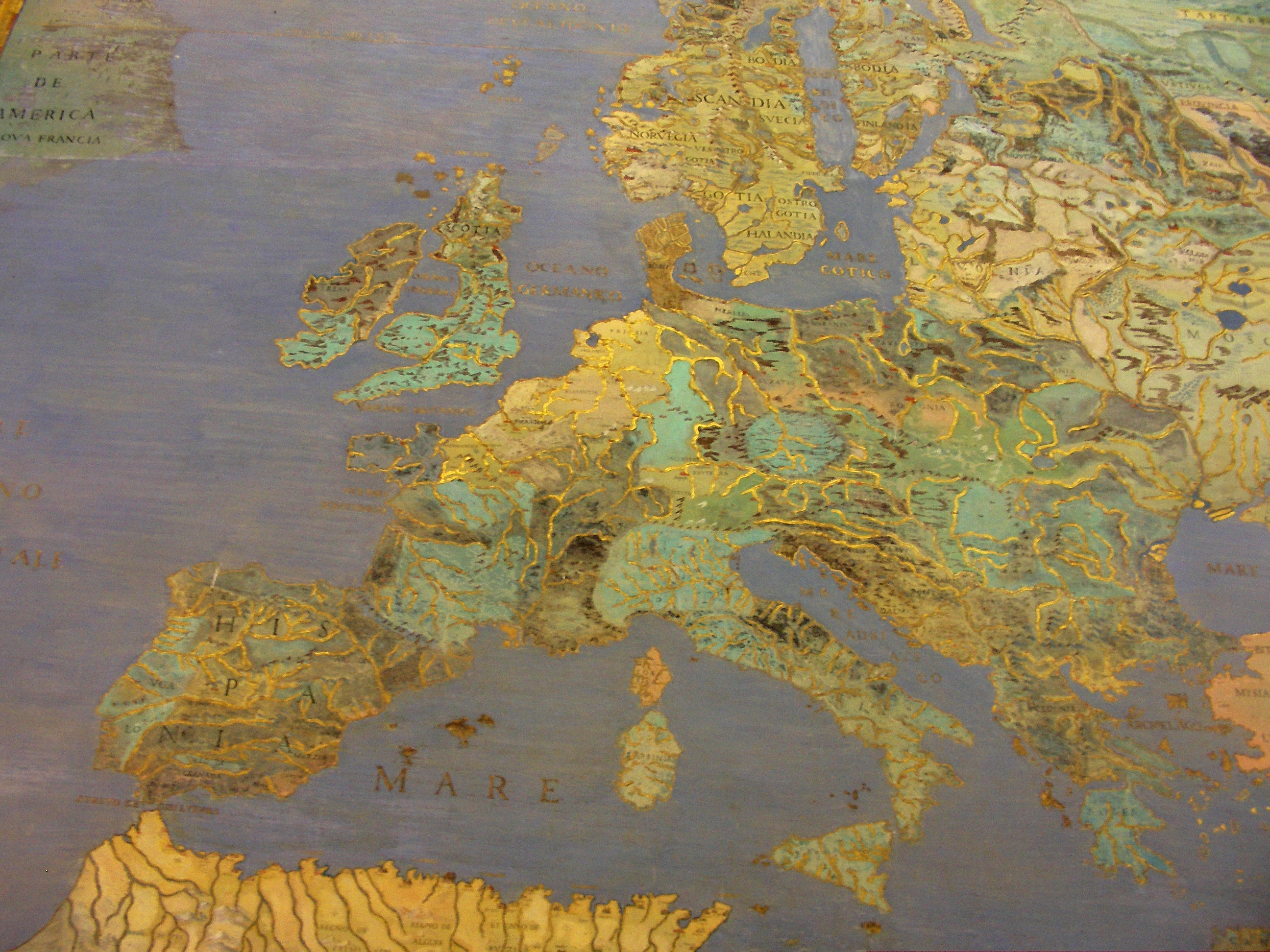
Europa und Nordafrika als Fresko im „Kartensaal“ (Sala del Mappamondo)

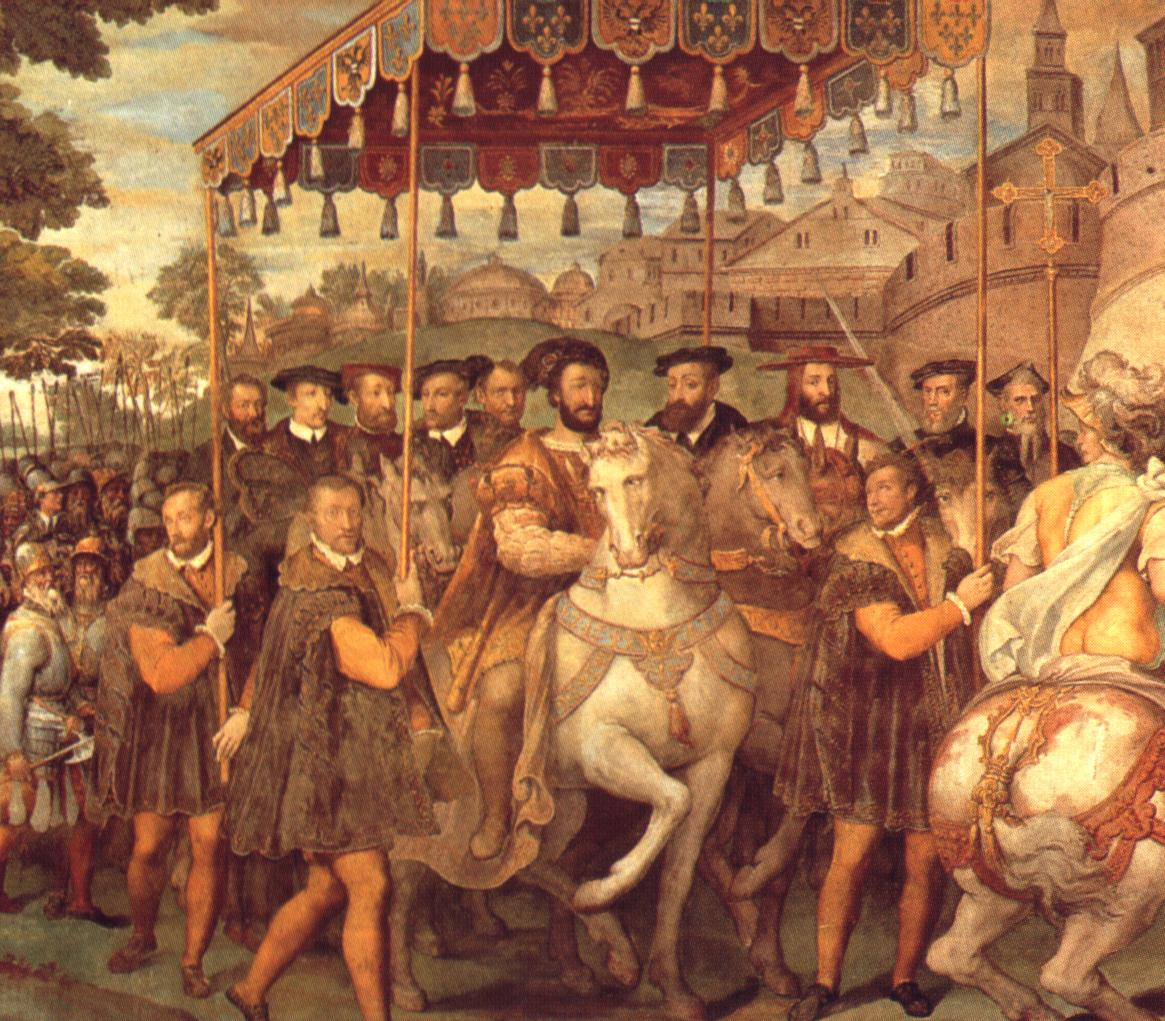
Der Gran Cardinale als Friedensvermittler zwischen Franz I. von Frankreich und Karl V., Detail eines Freskos von Taddeo Zuccari in der Sala dei Fasti farnesiani

Der gesamte Palast ist über und über mit Fresken ausgemalt und stellt ein einzigartiges Zeugnis manieristischer Kunst dar. Unter der Leitung der Brüder Taddeo und Federico Zuccari arbeitete eine ganze Schar von Künstlern, darunter Jacopo Bertoja, Antonio Tempesta, Giovanni de’ Vecchi, Raffaellino da Reggio, auch Bartholomäus Spranger und der junge El Greco in ihrer italienischen Lehrzeit. Die Basis des Dekors besteht aus Groteskenmalerei, wie sie zu Beginn des 16. Jahrhunderts von Raffael nach antiken Vorbildern neu erfunden worden war. In die Grotesken sind mythologische, allegorische, biblische und historische Szenen eingearbeitet.
Als bedeutendster Raum gilt die Scala Regia (Königliche Treppe), eine elegante Wendeltreppe, die durch drei Etagen hindurch führt und von Säulenpaaren im dorischen Stil gestützt wird. Sie wurde u. a. von Antonio Tempesta mit Fresken versehen und wird von einer Kuppel bekrönt.
Sowohl im Erdgeschoss als auch im Piano nobile befinden sich Appartements mit zahlreichen Repräsentationsräumen. Die berühmten Fresken der Brüder Taddeo und Federico Zuccari porträtieren Personen wie Alexander den Großen, Herkules und natürlich die Familie Farnese selbst: in der Halle der farnesischen Annalen (Sala dei Fasti Farnesiani) sind die bedeutendsten Momente in der Familiengeschichte der Farnese bzw. des ‚Gran Cardinale‘ Alessandro Farnese dargestellt. Der Sommerspeisesaal enthält neben den Fresken auch eine grottenähnliche Dekoration. Bedeutend ist auch die Sala del Mappamondo mit großen gemalten Landkarten der damals bekannten Welt an den Wänden und einer Himmelskarte mit Sternzeichen als Deckengemälde. Dieser Raum wurde 1573/74 von dem Spezialisten Giovanni Antonio Varese ausgemalt, der auch im Vatikan arbeitete. In der runden Kapelle malten die Zuccaris sich selbst und den Architekten Vignola in Gestalt ihrer Namenspatrone (San Taddeo, San Giacomo usw.).

## Gärten und Casino
Die Gärten sind ähnlich beeindruckend wie der Palazzo. Dieser ist von einem Graben umgeben, die Gärten werden über drei Zugbrücken vom Piano nobile aus erreicht. Im unteren Garten befand sich einst ein grottenartiges Theater. Ein Gang und Anstieg durch einen Wald (Boskett) führt zunächst zu einer Catena d’acqua (eine rinnsalartige Kaskade), an deren Ende auf einer Anhöhe sich ein Casino befindet, ein elegantes kleines Sommerhaus mit Loggia. Auch dieses ist innen mit Fresken dekoriert und von weiteren Gartenparterres umgeben.

## Geschichte
Alessandro Farnese starb 1589 und hinterließ den Besitz seinen Verwandten, den Herzögen von Parma. Es wurde ruhig um den Palast, die berühmte Sammlung des Kardinals wurde nach dem Aussterben der Familie (1731) durch die Erben nach Neapel gebracht (siehe: Farnesische Sammlungen). In der zweiten Hälfte des 19. Jahrhunderts wurde der Palazzo eine Zeit lang die Residenz des Thronerben des jungen italienischen Königreichs.
Heute sind das Casino und die Gärten eine der Residenzen des italienischen Staatspräsidenten. Der Palast mit seinen zahlreichen Räumen und all seinen Fresken ist im Besitz des italienischen Staates und öffentlich zugänglich.
Die Palazzo Farnese in Caprarola lieferte den Grundriss für das Pentagon in Washington D.C.
Wegen seiner eindrucksvollen Dekorationen und als Ersatz für Innenräume des Vatikans, für den keine Dreherlaubnis zu bekommen ist, diente der Palazzo Farnese schon häufig als Filmkulisse. Er ist z. B. in den Filmen Luther und Der Pate III zu sehen.

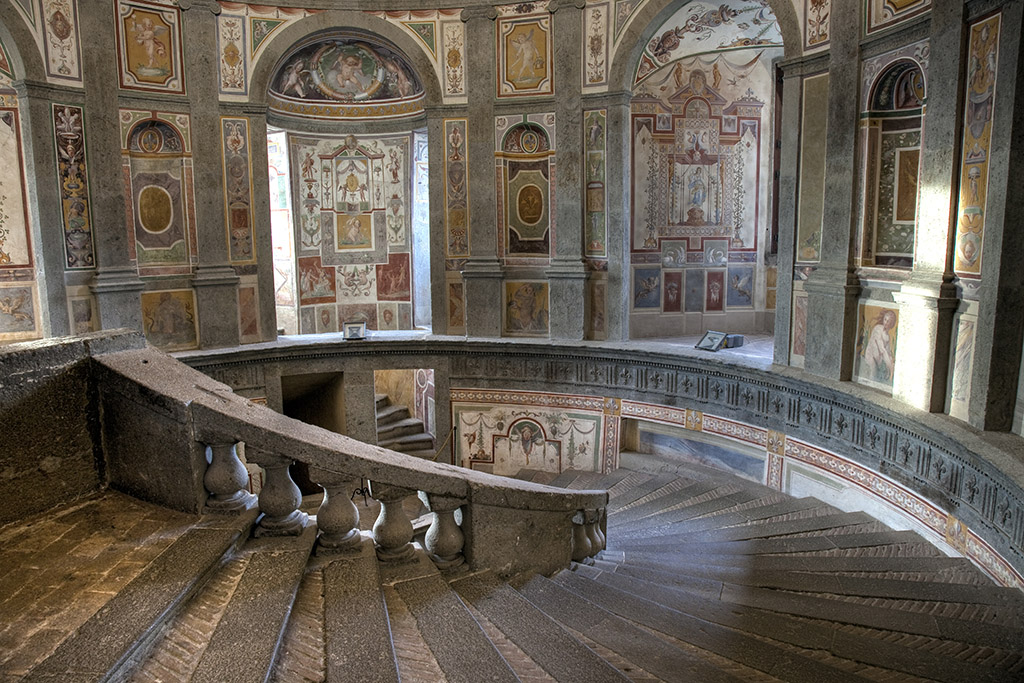
Oberster Treppenabsatz der Scala regia
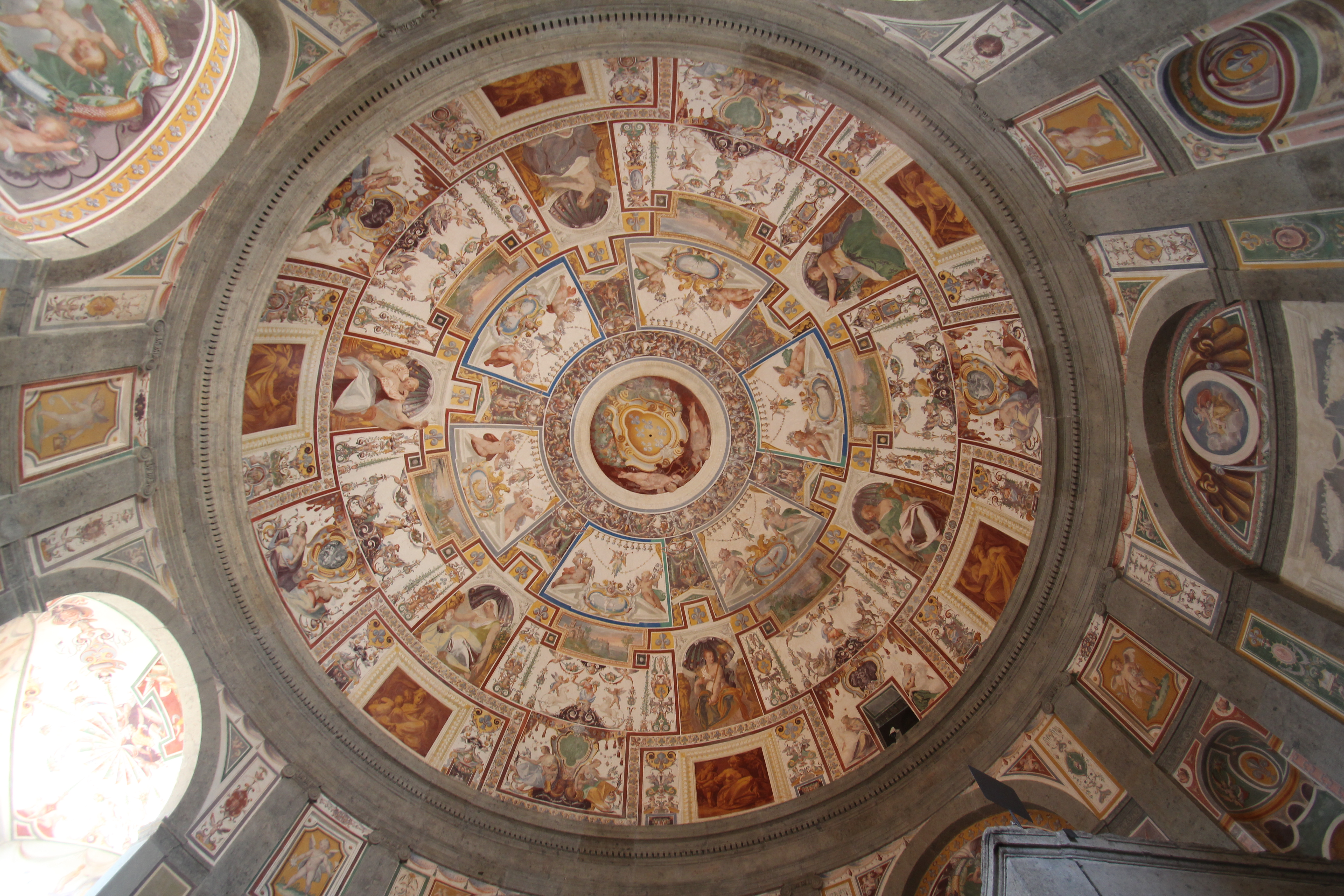
Kuppel der Scala Regia
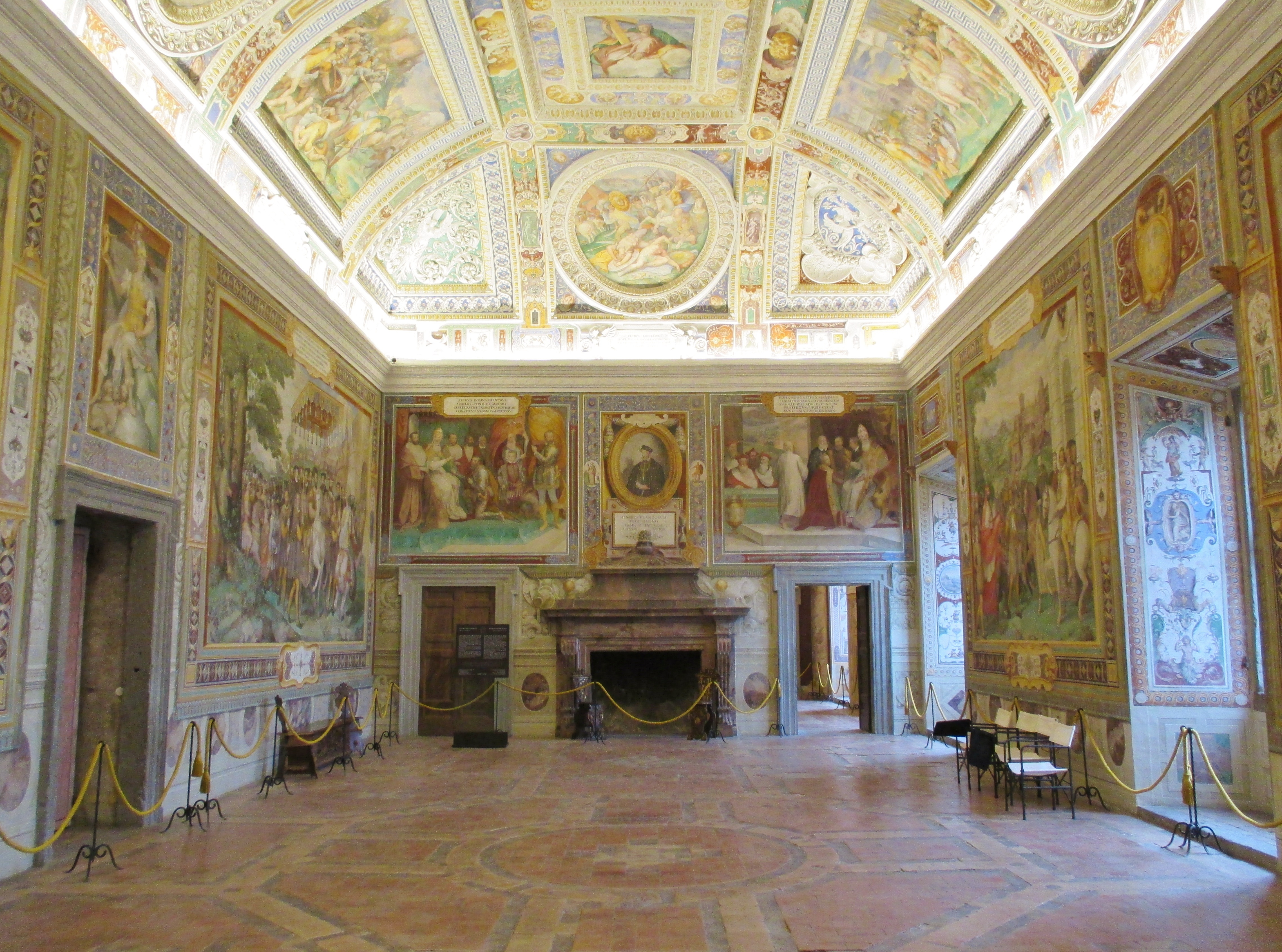
Sala dei Fasti Farnesiani
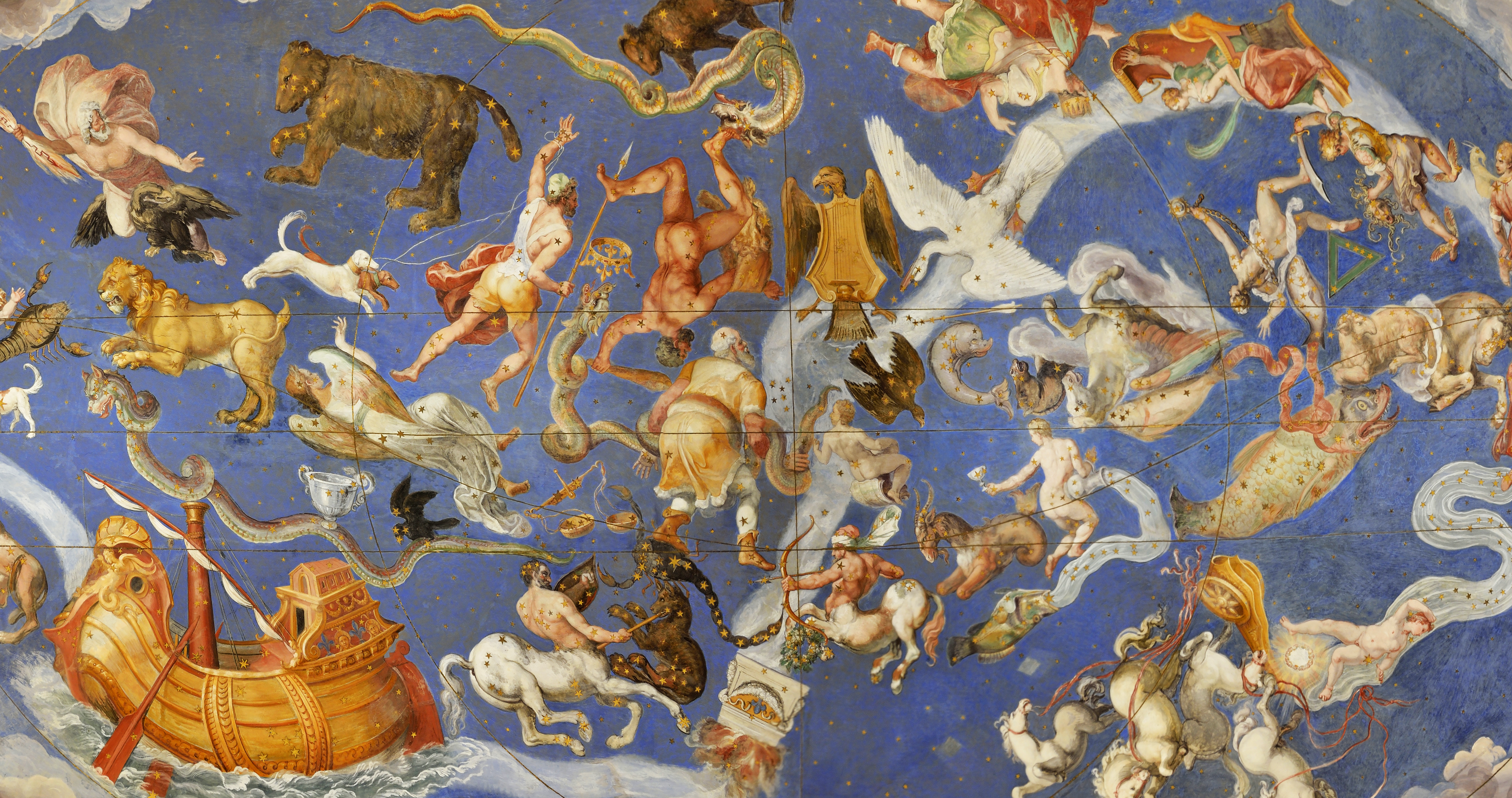
Himmelskonstellationen an der Decke der Sala del Mappamondo
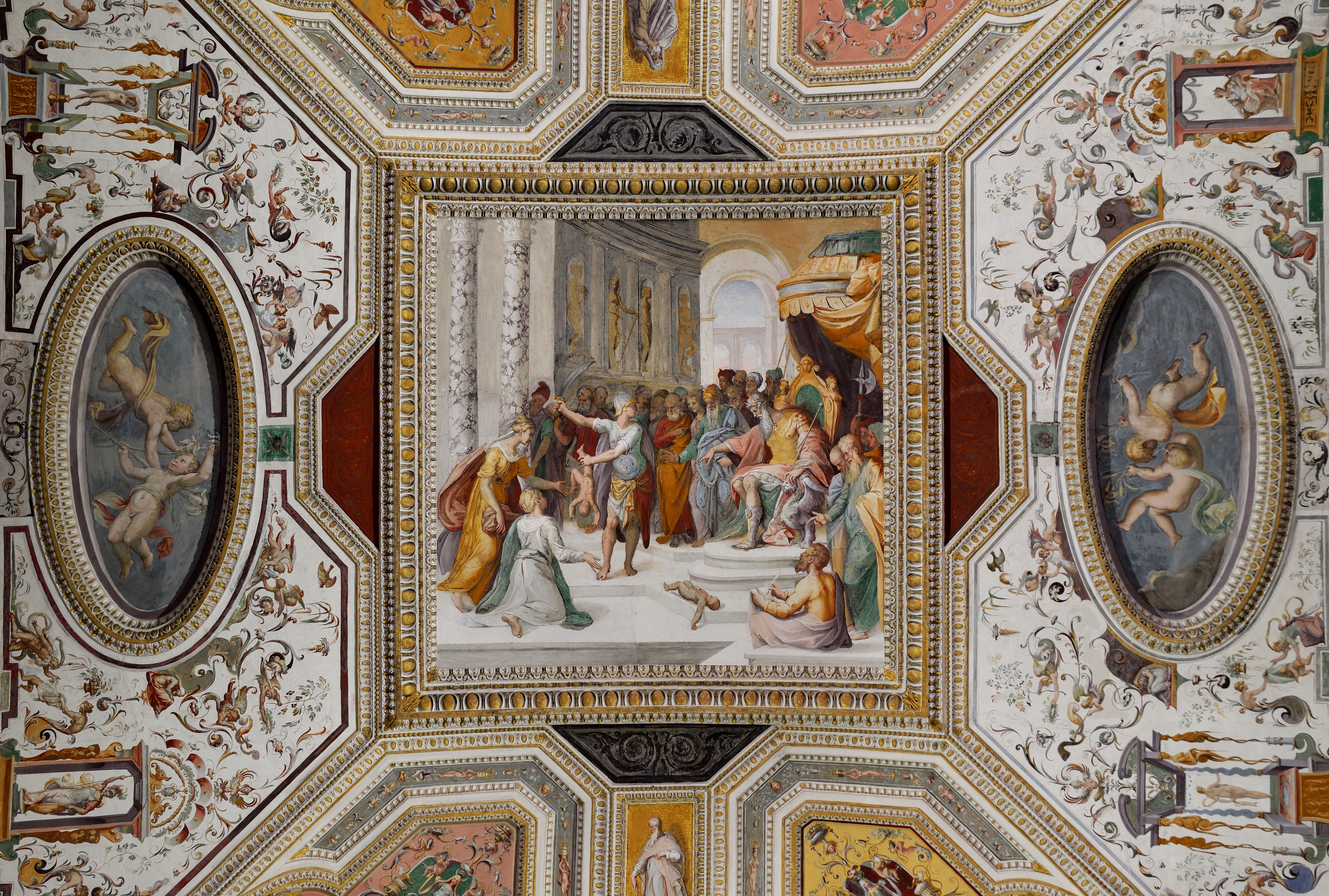
Decke mit dem Urteil des Salomon und Groteskendekor